# Comité Paralímpico Somalí
El Comité Paralímpico Somalí es el comité paralímpico nacional que representa a Somalia. Esta organización es la responsable de las actividades deportivas paralímpicas en el país. Es miembro del Comité Paralímpico Internacional y del Comité Paralímpico Africano.